# Liste der Baudenkmale in Halbemond
In der Liste der Baudenkmale in Halbemond sind die Baudenkmale der niedersächsischen Gemeinde Halbemond und ihrer Ortsteile aufgelistet. Der Stand der Liste ist der 10. Februar 2021. Die Quelle der Baudenkmale ist der Denkmalatlas Niedersachsen.

## Allgemein
In den Spalten befinden sich folgende Informationen:
- Lage: die Adresse des Baudenkmales und die geographischen Koordinaten. Kartenansicht, um Koordinaten zu setzen. In der Kartenansicht sind Baudenkmale ohne Koordinaten mit einem roten Marker dargestellt und können in der Karte gesetzt werden. Baudenkmale ohne Bild sind mit einem blauen Marker gekennzeichnet, Baudenkmale mit Bild mit einem grünen Marker.
- Bezeichnung: Bezeichnung des Baudenkmales
- Beschreibung: die Beschreibung des Baudenkmales. Unter § 3 Abs. 2 NDSchG werden Einzeldenkmale und unter § 3 Abs. 3 NDSchG Gruppen baulicher Anlagen und deren Bestandteile ausgewiesen.
- ID: die Objekt-ID des Baudenkmales
- Bild: ein Bild des Baudenkmales, ggf. zusätzlich mit einem Link zu weiteren Fotos des Baudenkmals im Medienarchiv Wikimedia Commons. Wenn man auf das Kamerasymbol klickt, können Fotos zu Baudenkmalen aus dieser Liste hochgeladen werden:

## Halbemond

### Einzelbaudenkmale
| Lage                                             | Bezeichnung | Beschreibung                                                                                                  | ID       | Bild |
| ------------------------------------------------ | ----------- | --- | -------- | ---- |
| Fehnstraße 8 53° 34′ 13″ N, 7° 17′ 29″ O         | Gulfhaus    | Kleines Gulfhaus, beide Giebel abgewalmt. Wohnhaus in Klosterformatsteinen, seitliche Upkammer, datiert 1831. | 34647727 | BW   |
| Halbemonder Straße 10 53° 34′ 11″ N, 7° 18′ 1″ O | Gulfhaus    | Ziegelbau unter Halbwalmdach mit 1-gesch. Wohnteil mit Drempel. Ziegelziersetzung. Um 1885.                   | 34647677 | BW   |